# Гусь-Хрустальный (городской округ)
Гусь-Хрустальный или город Гусь-Хрустальный — административно-территориальное образование (город, соответствующий категории города областного подчинения) и муниципальное образование (городской округ) во Владимирской области России.
Административный центр — город Гусь-Хрустальный.

## Географическое положение
Муниципальное образование расположено в южной части Владимирской области, со всех сторон окружено территорией Гусь-Хрустального района.

## История
Муниципальное образование «Город Гусь-Хрустальный» со статусом городского округа образовано 10 сентября 2004 года в соответствии с Законом Владимирской области № 145-ОЗ, в его состав вошли город Гусь-Хрустальный и населённые пункты, подчинённые городской администрации.

## Население
| 2002    | 2009    | 2010    | 2011    | 2012    | 2013    | 2014    | 2015    | 2016    |
| ------- | ------- | ------- | ------- | ------- | ------- | ------- | ------- | ------- |
| 70 926  | ↘64 302 | ↘64 050 | ↘63 777 | ↘62 841 | ↘61 720 | ↘60 707 | ↘59 693 | ↘58 903 |
| 2017    | 2018    | 2019    | 2020    | 2021    | 2025    |         |         |         |
| ↘58 297 | ↘57 369 | ↘56 375 | ↘55 512 | ↘53 555 | ↘50 508 |         |         |         |

### Национальный состав
По итогам переписи населения 2020 года проживали следующие национальности (национальности менее 0,1 % и другое, см. в сноске к строке «Другие»):
| Национальность | Численность, чел. | Доля     |
| -------------- | ----------------- | -------- |
| Русские        | 48 235            | 90,06 %  |
| Татары         | 121               | 0,23 %   |
| Украинцы       | 110               | 0,21 %   |
| Азербайджанцы  | 93                | 0,17 %   |
| Другие         | 4996              | 9,33 %   |
| Итого          | 53 555            | 100,00 % |

## Состав городского округа
| № | Населённый пункт | Тип населённого пункта        | Население |
| - | ---------------- | ----------------------------- | --------- |
| 1 | Гусевский        | пгт                           | ↘1915     |
| 2 | Гусь-Хрустальный | город, административный центр | ↘48 649   |
| 3 | Панфилово        | посёлок                       | ↗88       |